# Bruno Mathsson

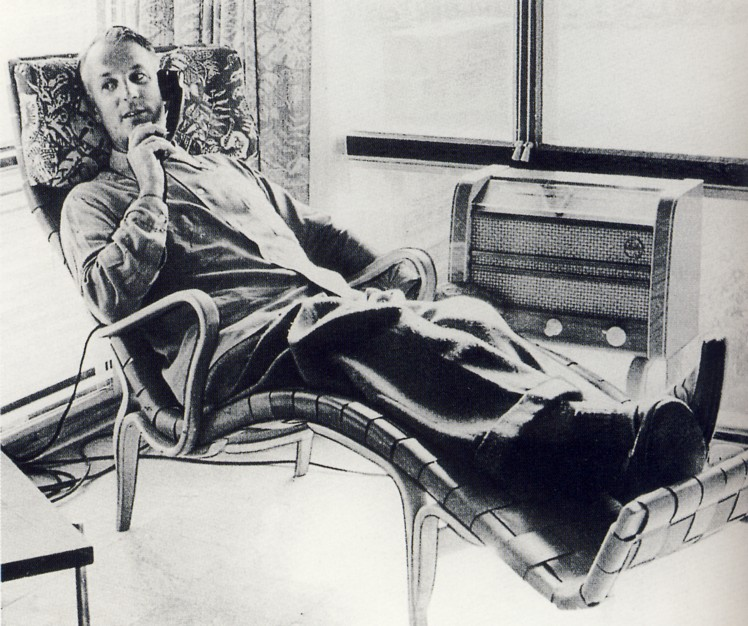
Bruno Mathsson in seinem Heim in Värnamo 1950

Bruno Mathsson (* 13. Januar 1907 in Värnamo, Schweden; † 17. August 1988 ebenda) war neben Carl Malmsten und Yngve Ekström einer der bedeutendsten Möbeldesigner Schwedens, der einige der klassischen Objekte des Funktionalismus schuf.

## Entwicklung
Bruno Mathsson kam als Sohn von Karl Mathsson, Schreinermeister der vierten Generation, zur Welt und sollte daher natürlich in die Fußstapfen des Vaters treten. Er lernte das Handwerk von Grund auf und verschaffte sich so ein umfassendes holztechnisches Wissen. Für Mathsson war das jedoch nicht ausreichend: Die Ideen des Funktionalismus ergriffen von ihm Besitz. Während der frühen 1930er Jahre war die schwedische Designszene von der sogenannten Funkis-Bewegung und deren Vertretern wie Axel Larsson und Sven Markelius geprägt. Im Gegensatz zu diesen vertrat Mathsson einen neuen Ansatz, indem er für Sitzmöbel mit sanft geschwungenen und organischen Formen plädierte, die dem menschlichen Körper und seiner natürlichen Sitzhaltung angepasst sein sollte.

## Bugholzmöbel
Mathsson führte seine Ideen mit schichtverleimten Bugholz (ein Verfahren das im 19. Jahrhundert von Michael Thonet entwickelt und im 20. Jahrhundert auch von anderen skandinavischen Designern wie Alvar Aalto benutzt wurde) und geflochtenen Sattelgurten als Sitzfläche aus. Auf diese Weise entstanden zum Beispiel der Stuhl Eva (1934) und die Chaiselongue Pernilla (1934) als Teile einer funktional ansprechenden Möbelgruppe. Mathsson sagte dazu einmal: „Das Problem des Sitzens gibt mir immer wieder Rätsel auf.“ Seinen internationalen Durchbruch erhielt er mit diesen Produkten auf der Weltausstellung in Paris, 1937.

## Architekt
1947 unternahm Bruno Mathsson zusammen mit seiner Frau Karin eine lange Reise – geplant vom Architekten und Dozenten Edgar Kaufmann Jr. am MoMa – in die USA, wo er mit Architekten wie Charles Eames, Walter Gropius und Frank Lloyd Wright zusammentraf. Diese Reise war von großer Bedeutung für ihn und ergab unter anderem das berühmte Glashausdesign, bei dem er zuvor Philip Johnsons Glass House sowie das Eames House studiert hatte. Von 1945 bis 1958 widmete er sich hauptsächlich der Architektur und entwarf eine Vielzahl modernistischer Bauten aus Holz, Glas und Stahl. Unter anderem auch das bekannte Glashaus in Värnamo, das nun als Ausstellungsfläche für seine Möbel dient.

## Stahlrohrmöbel
Ab 1958 entwarf Mathsson gemeinsam mit dem dänischen Mathematiker Piet Hein Stahlrohrmöbel, wie zum Beispiel die Tische Superellips (1964) und Supercirkel (1964). Für die Form der Tischplatten hatte Hein eine mathematische Formel benutzt, für die er den Begriff Superellipse prägte. Sie wurde auch bei der Gestaltung des größten Kreisverkehrs in Stockholm am Platz Sergels Torg verwendet.